# ビティ・シュラム
ビティ・シュラム（Bitty Schram, 1968年7月17日 - ）は、アメリカ合衆国の女優である。

## 出演作品

### テレビ
- ロズウェル - 星の恋人たち
- フェリシティの青春
- 名探偵モンク（シャローナ・フレミング）
- ゴースト 〜天国からのささやき

### 映画
- プリティ・リーグ(エヴリン・ガードナー)
- 逃げる天使